# Browar Kielce
Browar Kielce – browar w Kielcach działający w latach 1997–2009.

## Historia
Pierwszy browar przemysłowy w Kielcach istniał w latach 1875–1965. Kolejny został założony w 1992 roku w północnej części miasta, przy ul. Witosa, pod nazwą Browar Kielce.
W 1995 roku właścicielem zakładu piwowarskiego przy ul. Witosa została belgijska firma PALM Breweries NV. W związku ze zmianą właściciela spółka Browar Kielce zmieniła nazwę na Browar Belgia. Brak możliwości rozbudowy starego browaru zmusił inwestora do przeniesienia produkcji w nowe miejsce. W 1997 roku przedsiębiorstwo Browar Belgia Sp. z o.o. zakupiło dawne zakłady przetwórstwa żywności w Dyminach i w ich miejscu, po modernizacji i rozbudowie budynków w 1999 roku uruchomiło nowy zakład piwowarski.
W bardzo krótkim czasie kielecki browar stał się największym zakładem produkcyjnym firmy PALM Breweries. Produkowano w nim kilka marek jasnego piwa typu lager oraz licencyjne piwo górnej fermentacji Palm Speciale. Browar Belgia proponował później coraz to nowsze style i marki piwa jednak na rynku polskim się one nie przyjęły. Rosła jedynie produkcja niskokosztowej marki Wojak i piwa aromatyzowanego marki Gingers.
W 2006 roku menedżerowie spółki Browar Belgia stwierdzili, że rozwój browaru odbywa się wolniej, niż oczekiwano. Firma podjęła współpracę z Kompanią Piwowarską. W Browarze Kielce uruchomiono produkcję piwa marki Żubr.
W 2007 roku pomiędzy spółkami PALM Breweries NV a Kompanią Piwowarską została zawarta umowa o sprzedaży browaru. W styczniu 2008 roku po zgodzie Urząd Ochrony Konkurencji i Konsumentów transakcja została sfinalizowana i Browar Belgia wszedł w skład grupy piwowarskiej Kompania Piwowarska. W 2008 roku powrócono do nazwy zakładu sprzed 1995 roku oraz rozpoczęto jego rozbudowę.
W 2009 roku Kompania Piwowarska poinformowała o ograniczeniu produkcji w browarze i zwolnieniu części załogi zakładu. We wrześniu 2009 roku zarząd Kompanii Piwowarskiej poinformował o zaprzestaniu warzenia piwa w browarze.
Browar Kielce został zamknięty z końcem października 2009 roku. W ostatnich tygodniach działalności nie produkował piwa, czynna była tylko rozlewnia. Według planów przyjętych przez Kompanię Piwowarską w ciągu najbliższych lat modułowe budynki zakładu miały zostać rozebrane, a znajdujący się w nich sprzęt sprzedany.
Sprzęt browaru zakupił inwestor z Afryki i w nocy z 5/6 lipca 2013 roku rozpoczął się transport kadzi browarniczych.
Na obszarze po Browarze Belgia w 2024 roku uruchomiony został Kielecki Park Przemysłowy.

## Charakterystyka
Do 2008 roku browar w Kielcach znany był z produkcji wielu marek piw (Frater, Gingers, Palm Speciale, Wojak) zarówno dolnej, jak i górnej fermentacji. Od 2009 roku w związku z ograniczeniem produkcji w zakładzie produkowane były tylko ogólnopolskie marki piwa w puszkach Żubr i Dębowe Mocne.
Browar Kielce był w latach 1999–2009 jednym z największych browarów w Polsce. Produkował około 1,3 miliona hektolitrów piwa rocznie.

## Produkty
- Wojak
- Gingers
- Dębowe Mocne
- Żubr